# ماريا وليامز
ماريا وليامز (بالإنجليزية: Mariah Williams)‏ هي لاعب هوكي الحقل أسترالية، ولدت في 31 مايو 1995.

## وصلات خارجية
- ماريا وليامز على موقع الاتحاد الدولي للهوكي (الإنجليزية)
- ماريا وليامز على موقع اللجنة الأولمبية الدولية (الإنجليزية)
- ماريا وليامز على موقع أوليمبيديا (الإنجليزية)
- ماريا وليامز على موقع اللجنة الأولمبية الأسترالية (الإنجليزية)